# Petronio Franceschini
Petronio Franceschini (Bolonia, 9 de enero de 1651 - Venecia, 4 de diciembre de 1680) fue un compositor italiano de música barroca.

## Biografía
Comenzó sus estudios musicales con Lorenzo Perti (tío de Giacomo Antonio Perti) y durante un período también se trasladó a Roma estudiando con Giuseppe Corsi de Celano. En marzo de 1675 se convirtió en violonchelista principal de la Basílica de San Petronio de Bolonia y pocos años después también se convirtió en su compositor, permaneciendo allí hasta casi octubre de 1680. En noviembre de 1680, tras trasladarse a Venecia (llamado por Vincenzo Grimani para escribir algunas obras para el teatro de San Giovanni e Paolo), enfermó de neumonía y el 4 de diciembre del mismo año murió con tan solo veintinueve años, antes de poder terminar su sexta ópera, Dioniso o La virtud triunfante del vitio. Es recordado por sus 5 obras que destacan por el uso innovador de la voz, y por sus sonatas, muchas veces escritas para trompeta solo y acompañamiento.

## Obras
- 1674: Le gare di sdegno, d’amore e di gelosía
- 1676: Oronte de Menfi
- 1676: Arsinoe
- 1677: Prologo ed intermedi dell’Arsinoe
- 1679: Apollo in Tessaglia